# Озеро

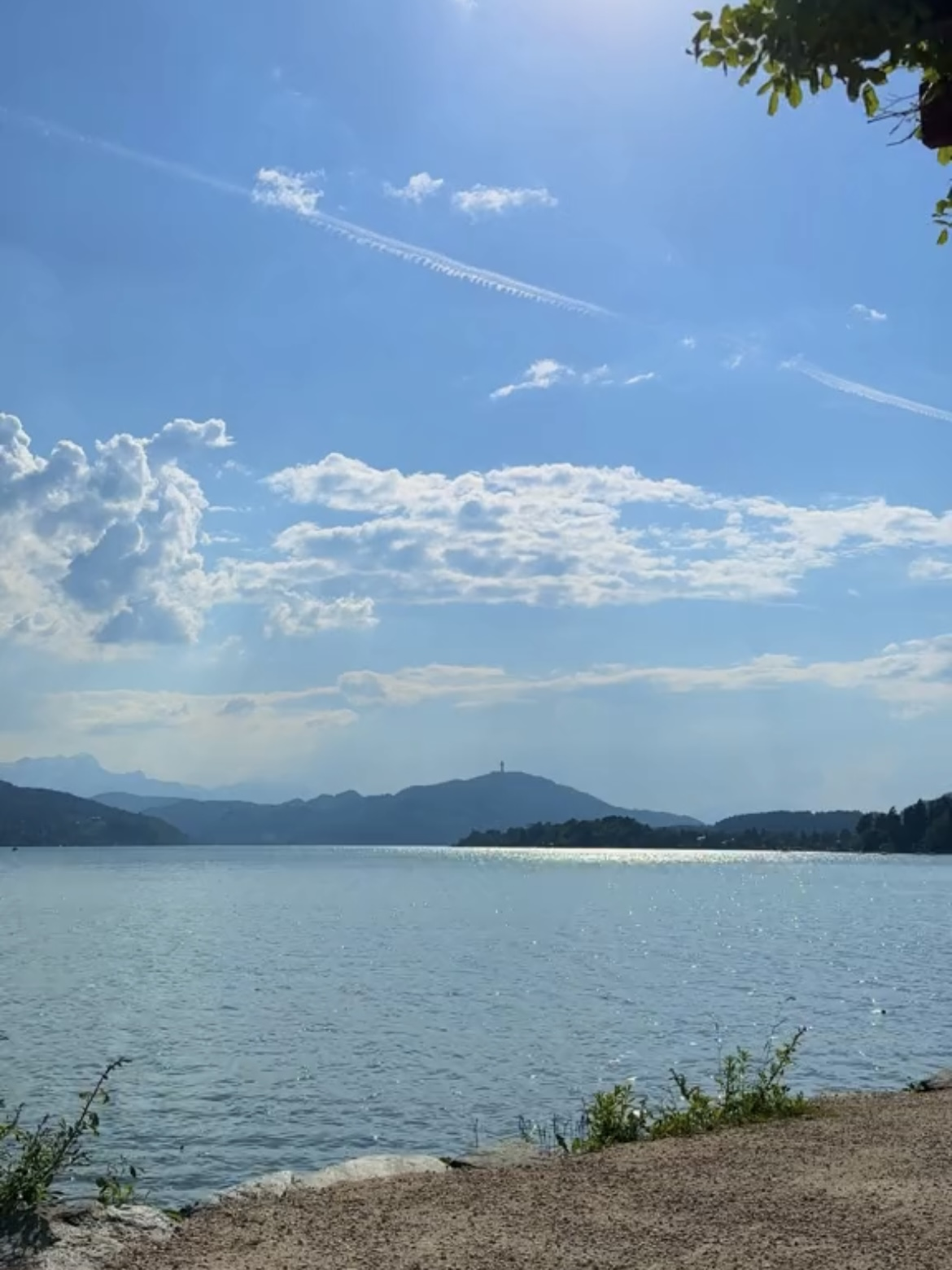
Вёртер-Зе, Австрия

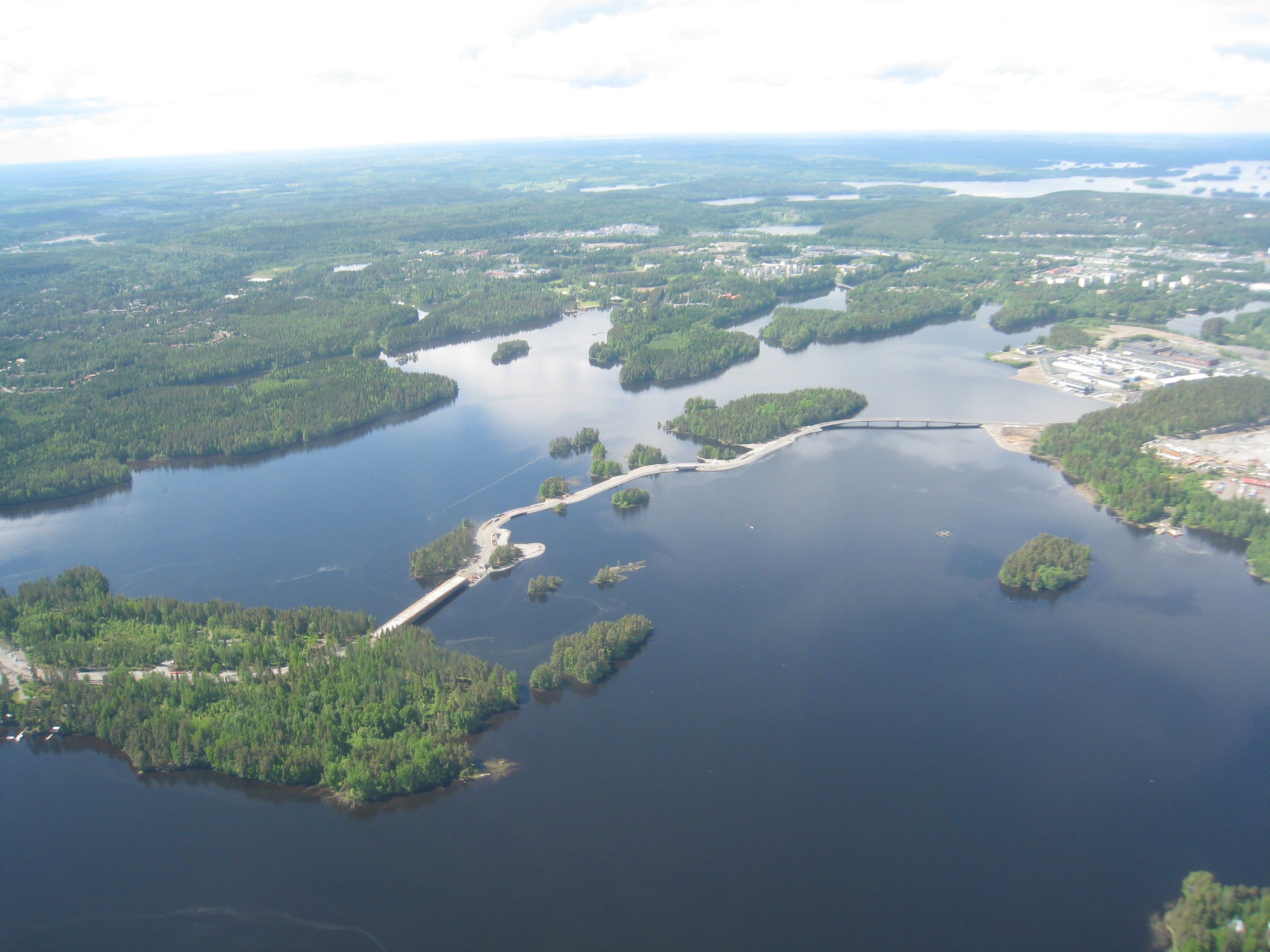
Озеро Каллавеси, Финляндия

О́зеро — компонент гидросферы, представляющий собой естественно возникший водоём, заполненный в пределах озёрной чаши (озёрного ложа) водой и не имеющий непосредственного соединения с морем (океаном). В озёра могут впадать реки, ручьи и подземные источники. Озёра являются предметом изучения науки лимнологии. По одной из оценок, число озёр в мире достигает 304 миллионов, включая мелкие с площадью поверхности 0,1—10 гектаров.
В отличие от рек, вода в них обновляется значительно реже, а имеющиеся течения не являются преобладающим фактором, определяющим режим. Озёра регулируют сток рек, задерживая в своих котловинах полые воды и отдавая их в другие периоды. В водах озёр происходят химические реакции. Одни элементы переходят из воды в донные отложения, другие — наоборот. В ряде озёр, главным образом не имеющих стока, в связи с испарением воды повышается концентрация солей. Результатом являются существенные изменения минерализации и солевого состава озёр. Благодаря значительной тепловой инерции водной массы крупные озёра смягчают климат прилегающих районов, уменьшая годовые и сезонные колебания температуры.
Форма, размеры и рельеф дна озёрных котловин существенно меняются при накоплении донных отложений. Зарастание озёр создаёт новые формы рельефа, равнинные или даже выпуклые. Озёра и, особенно, водохранилища часто создают подпор грунтовых вод, вызывающий заболачивание близлежащих участков суши. В результате непрерывного накопления органических и минеральных частиц в озёрах образуются мощные толщи донных отложений. Эти отложения видоизменяются при дальнейшем развитии водоёмов и превращении их в болота или сушу. При определённых условиях они преобразуются в горные породы органического происхождения.

## Классификация озёр
По происхождению природные озёра делятся на:
- тектонические: образуются путём заполнения трещин в земной коре; ярким примером тектонического озера является озеро Байкал;
- ледниковые: образуются тающим ледником; типичным ледниковым озером, оставшимся от последнего ледникового периода, является Арберзее, расположенное у подножья горы Большой Арбер (1456 м) — самой высокой горы Богемского леса;
- моренные озёра;
- речные (или старицы);
- приморские или морские (лагуны и лиманы)[Прим. 1]; наиболее известной лагуной является Венецианская, расположенная в северной части Адриатического моря; множество приморских озёр, образовавшихся из морских заливов вследствие поднятия берега, находится на берегу Белого моря[4];
- провальные (карстовые, термокарстовые); особенностью некоторых провальных озёр является их периодическое исчезновение и появление, зависящие от своеобразной динамики подземных вод; типичный представитель — озеро Эрцо в Южной Осетии.
- пойменные — озёра, образующиеся благодаря поймам;
- завально-запрудные: образуются при обрушении части горы (например, озеро Рица в Абхазии);
- горные: расположены в горных котловинах;
- вулканические: расположены в кратерах потухших вулканов и трубок взрыва; в Европе подобные озёра находятся в области Айфель (Германия); возле них наблюдаются слабые проявления вулканической деятельности в виде горячих источников.

По положению озёра делятся на:
- наземные, воды которых принимают активное участие в круговороте воды в природе,
- подземные (к числу подземных озёр может быть отнесено и подлёдное озеро в Антарктиде), воды которых если и принимают в нём участие, то лишь косвенно; иногда эти озёра заполнены ювенильной, то есть самородной водой.

По водному балансу озёра делятся на:
- сточные, имеющие сток (преимущественно в виде реки);
- бессточные, не имеющие поверхностного стока или подземного отвода воды в соседние водосборы (расход воды происходит за счет испарения).

По типу минерализации
- пресные;
  - ультрапресные;
- минеральные (солёные);
  - солоноватые;
  - солёные[5].

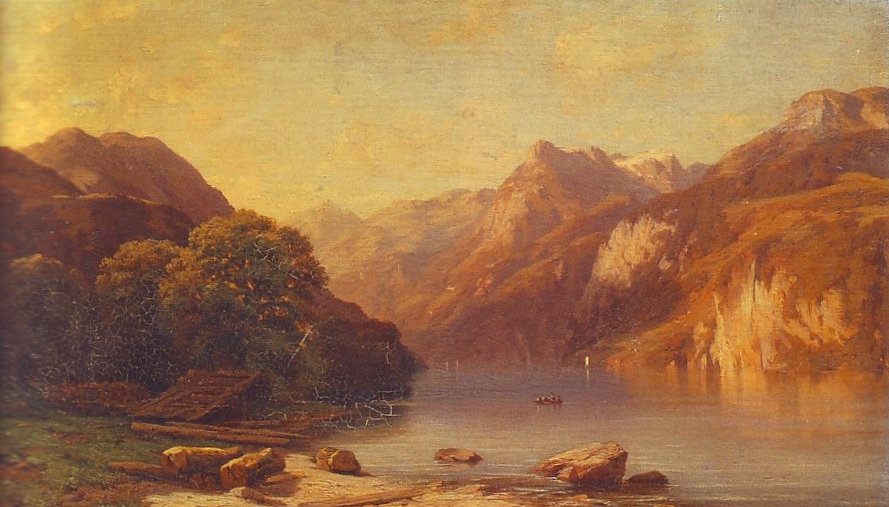
«Вид на озеро»
(художник — Михаил Эрасси)

По химическому составу воды минеральные озёра делятся на
- карбонатные (содовые),
- сульфатные (горько-солёные),
- хлоридные (солёные)[5].

По питательности содержащихся в озере веществ (трофности) различают три типа озёр.
- Олиготрофные (с малым количеством питательных веществ) — озёра, характеризующиеся обычно большими или средними глубинами, значительной массой воды ниже слоя температурного скачка, большой прозрачностью, цветом воды от синего до зелёного, постепенным падением содержания O2 ко дну, вблизи которого вода всегда содержит значительные количества O2 (не менее 60 % от содержания его на поверхности).
- Эвтрофные (с большим содержанием питательных веществ) — хорошо прогреваемые озера (слой ниже температурного скачка очень невелик), прозрачность невелика, цвет воды от зелёного до бурого, дно устлано органическим илом. Вода богата питательными солями, содержание O2 резко падает ко дну, где он часто исчезает совершенно.
- Дистрофные (бедные питательными веществами) — заболоченные озёра с небольшой прозрачностью и жёлтым или бурым (от большого содержания гуминовых веществ) цветом воды. Минерализация воды мала, содержание O2 пониженное вследствие его расхода на окисление органических веществ.

В современной гидрологии и гидроэкологии выделяют промежуточные уровни трофической классификации: мезотрофные (между олиготрофными и эвтрофными) и гипертрофные.

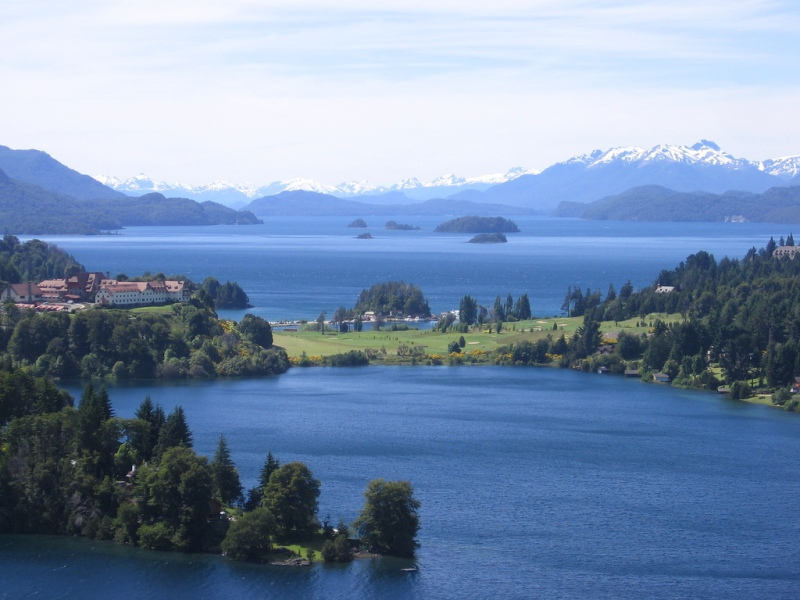
Озеро в Барилоче (Аргентина)
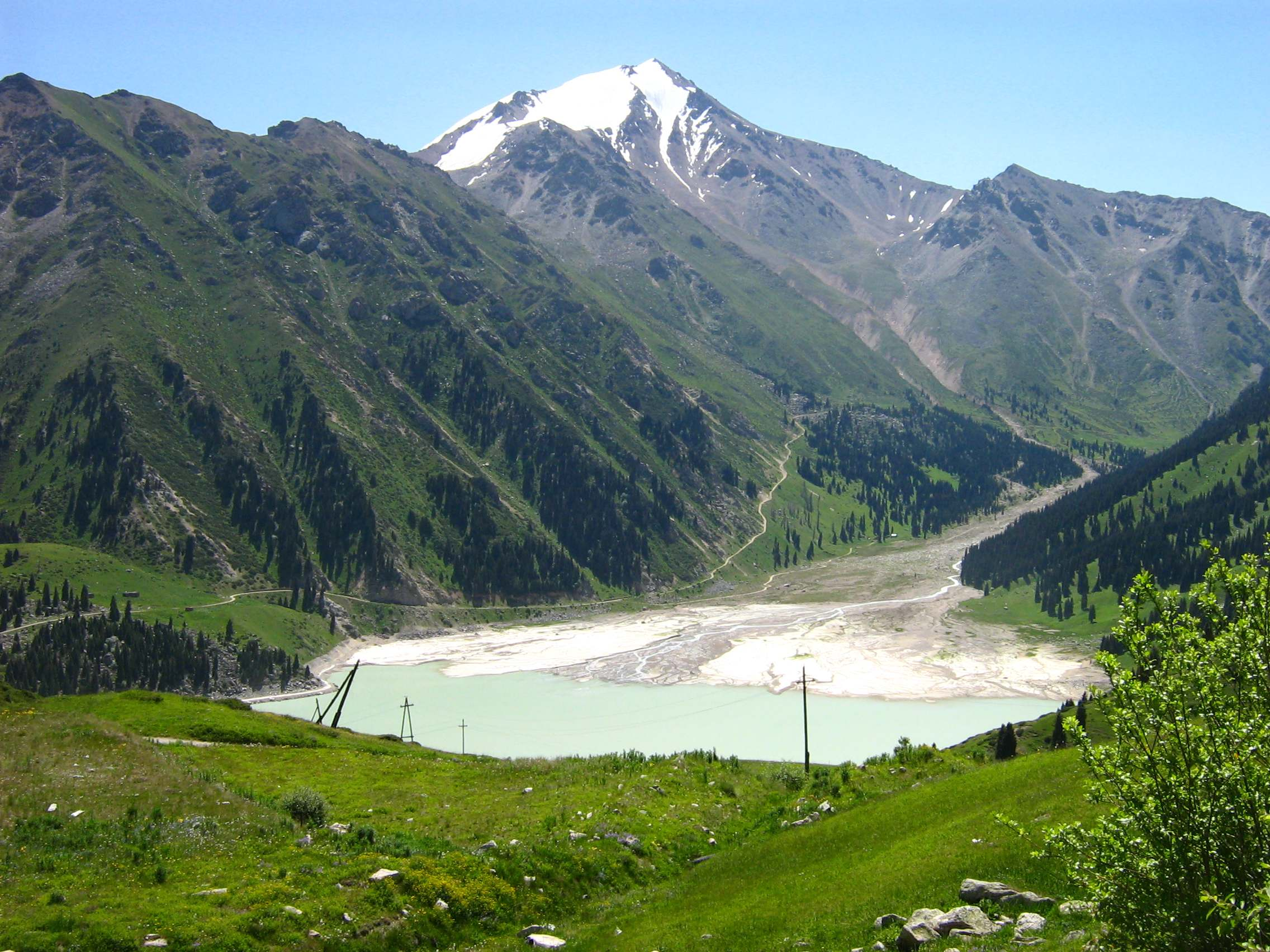
Большое Алматинское озеро, Казахстан
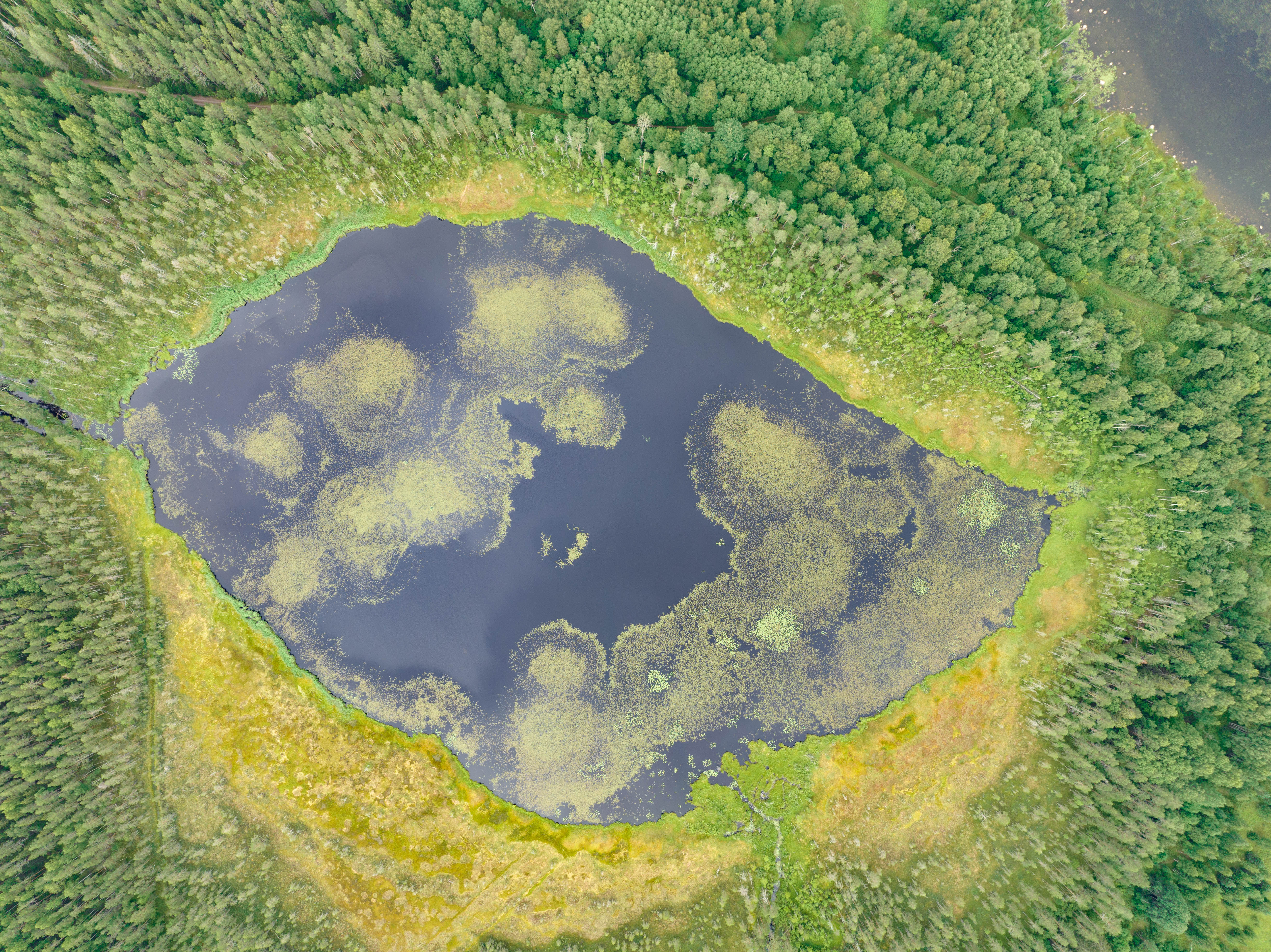
Мюллюлампи, Карелия
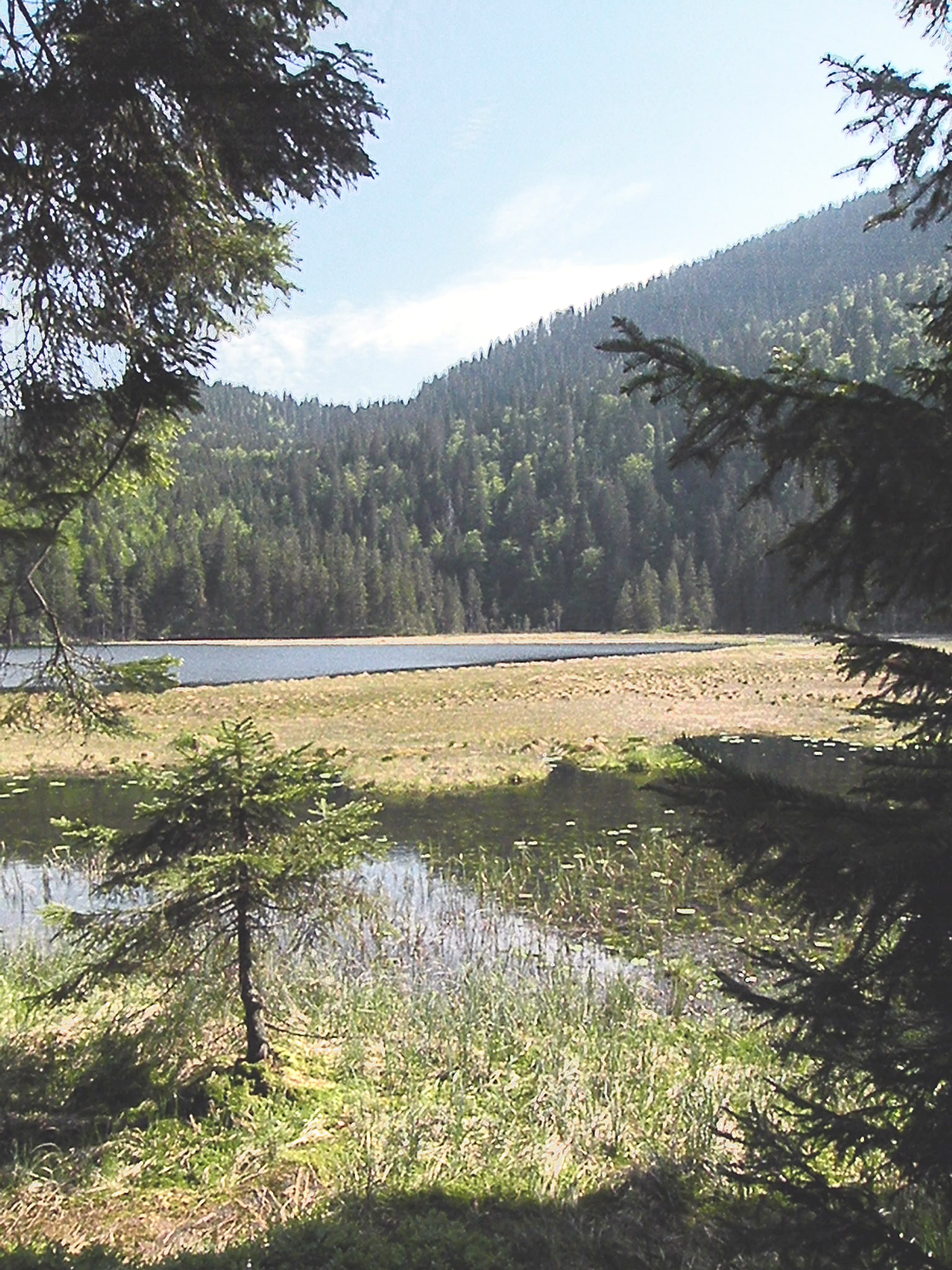
Ледниковое озеро Арберзее
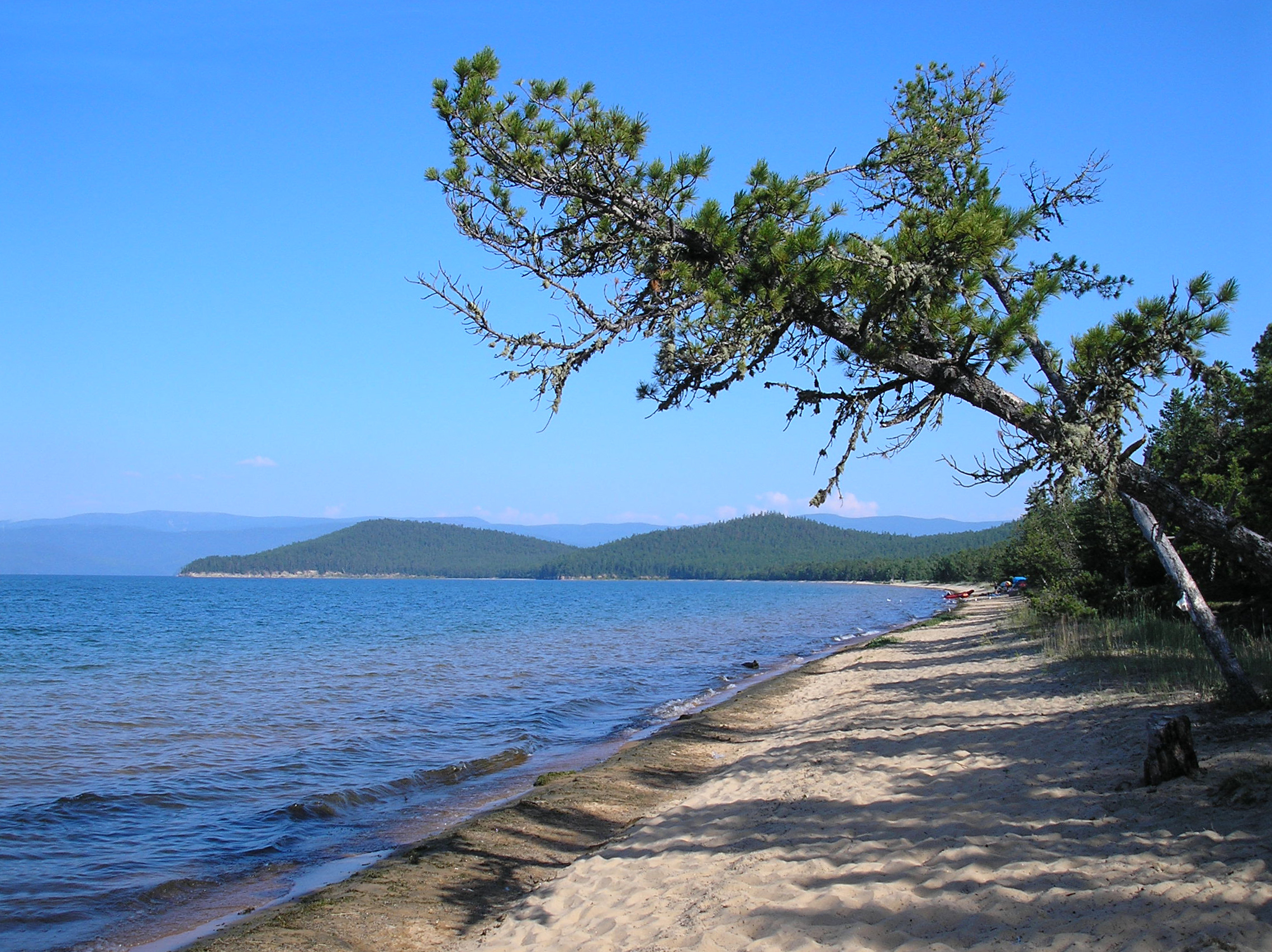
Берег озера Байкал
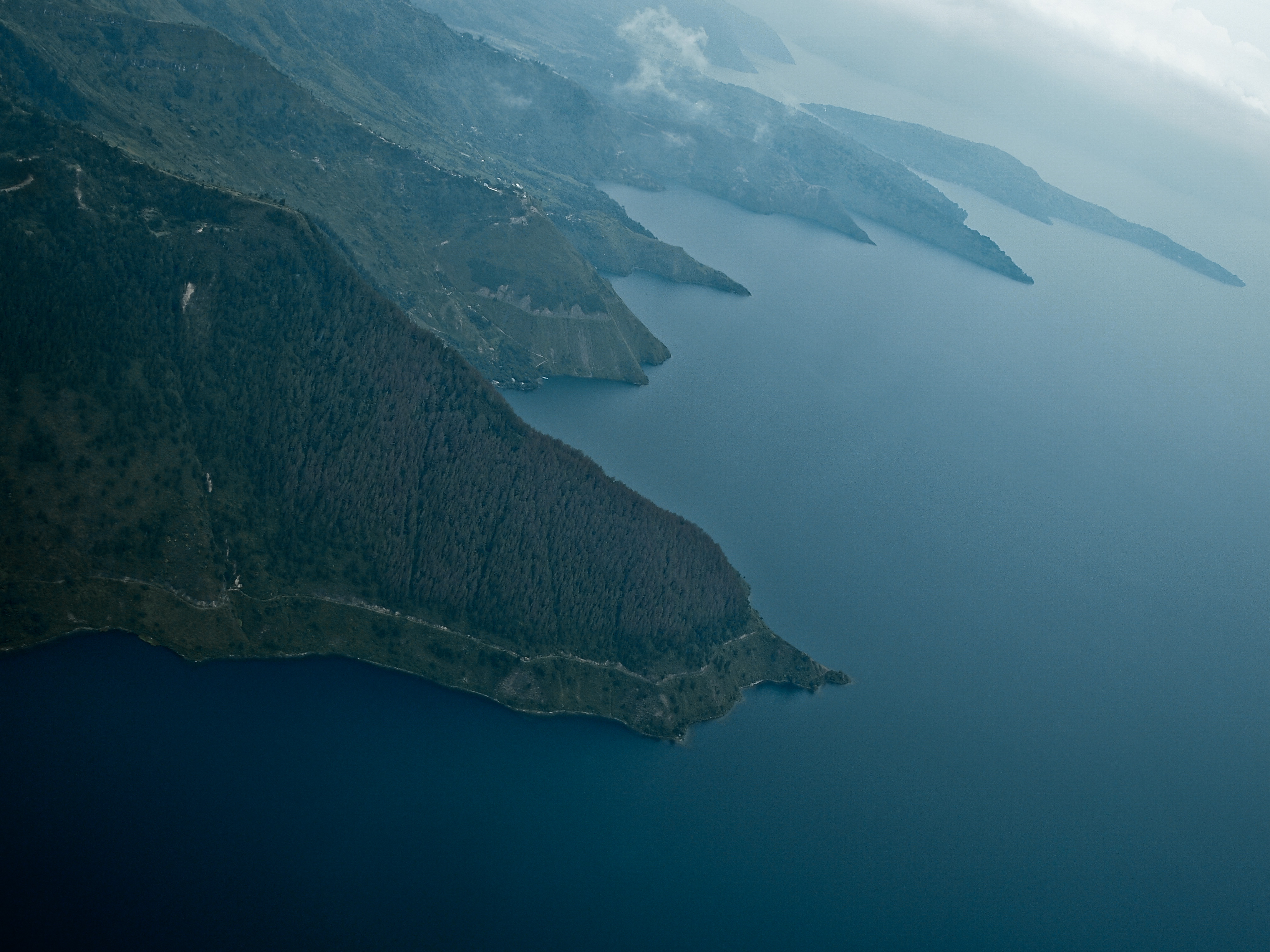
Вид с воздуха на озеро Тоба (Суматра)

## Крупнейшие озера

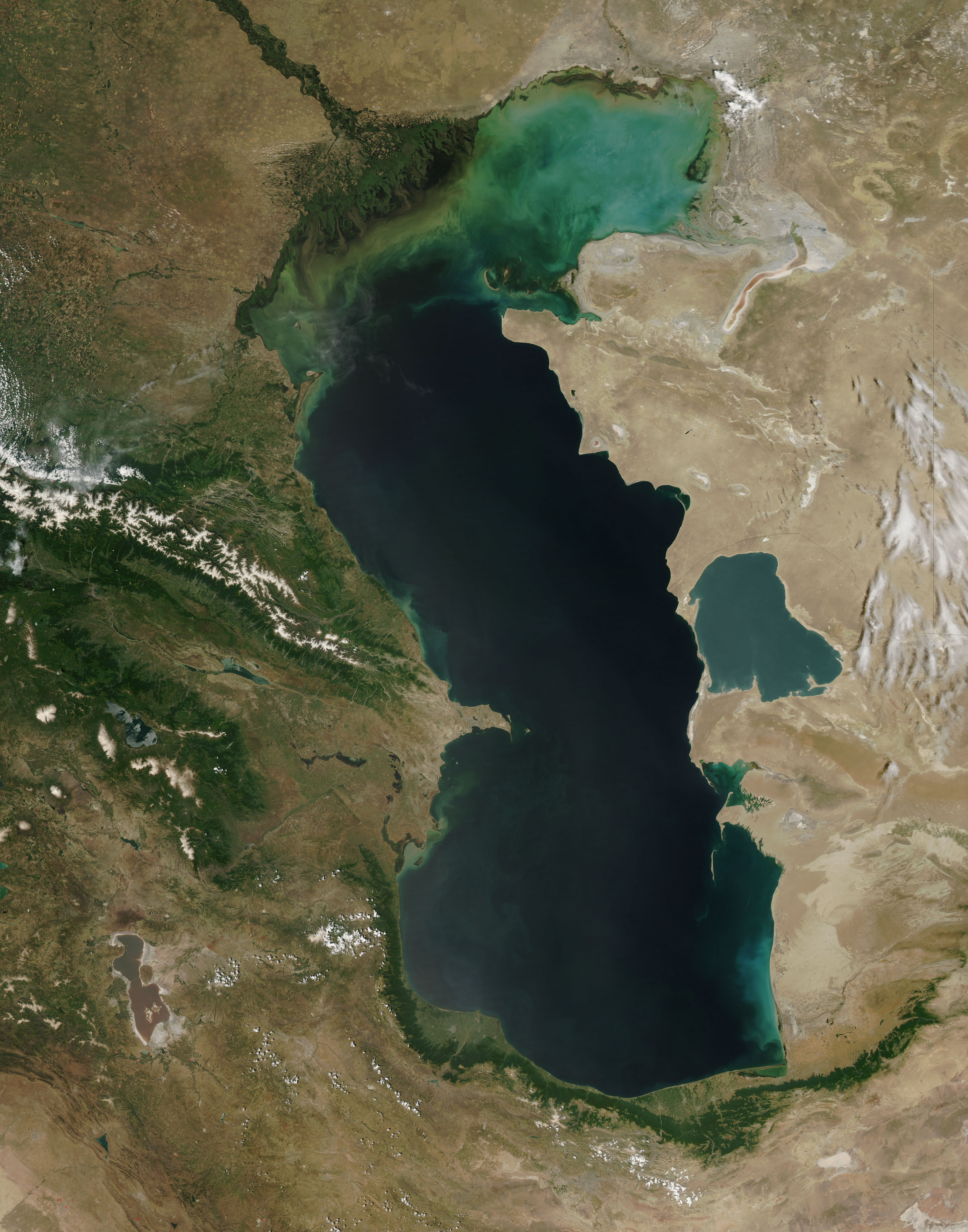
Каспийское море. Вид из космоса

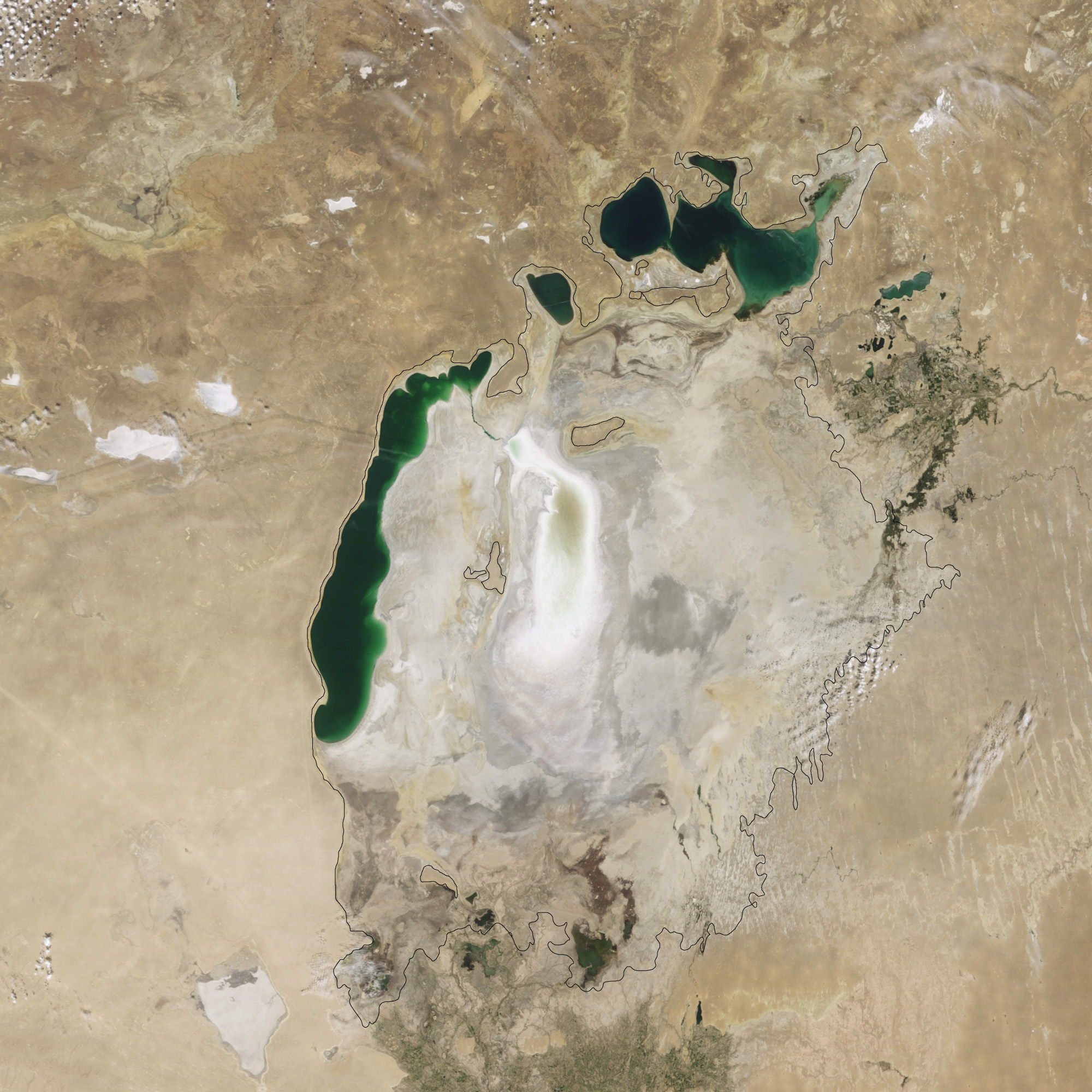
Аральское море в августе 2009 года. Вид из космоса

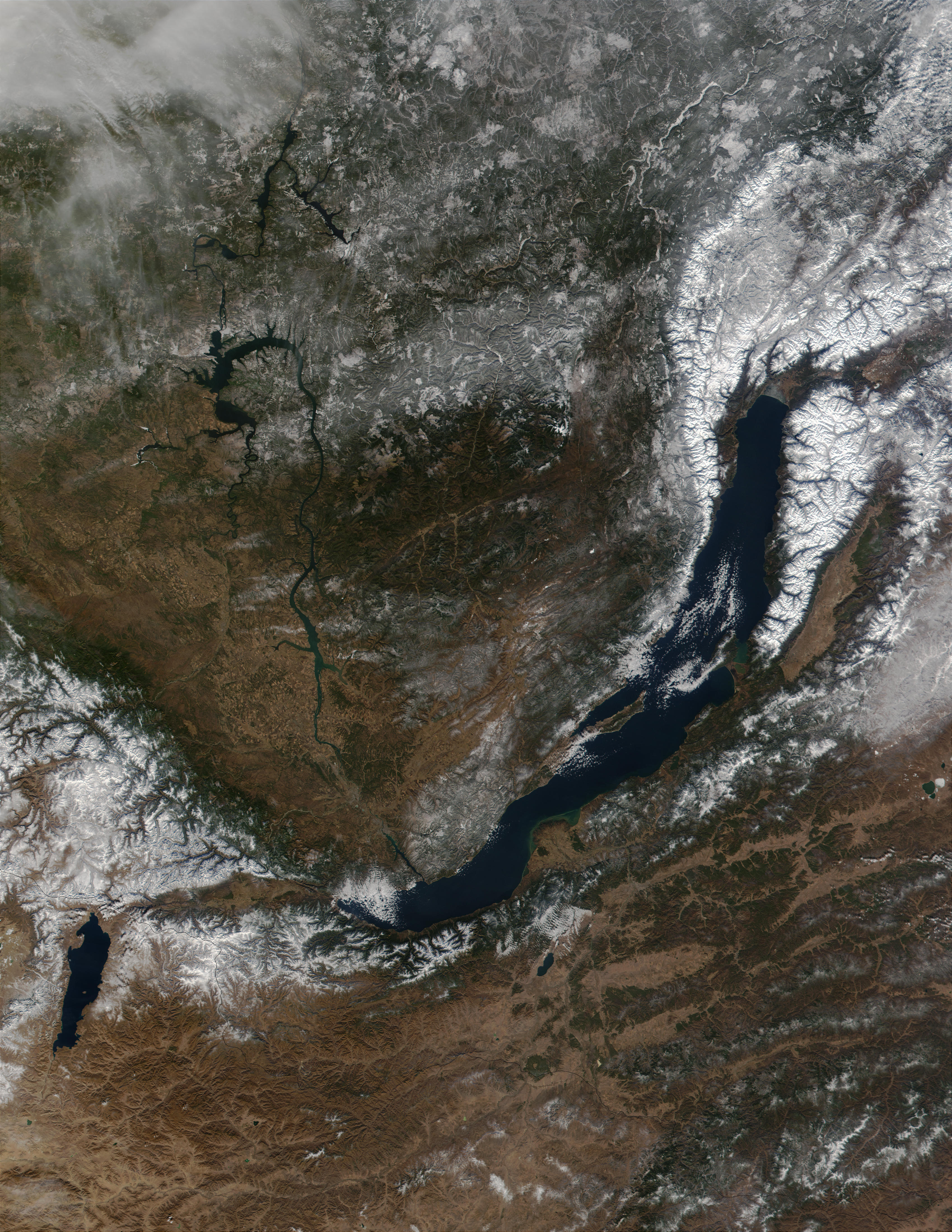
Космический снимок озера Байкал

Общая площадь озёр земного шара может составлять около 2,8 % суши (примерно 4,2 млн км²). Величину озера часто также оценивают по площади водной поверхности. Озёра любых размеров играют значительную роль в экосистеме и гидрологических циклах, но основные запасы озёрных вод находятся в крупных водоёмах.
| Название озера      | Максимальная площадь поверхности, тыс. км² | Высота над уровнем моря, м | Максимальная глубина, м | Часть света               |
| ------------------- | ------------------------------------------ | -------------------------- | ----------------------- | ------------------------- |
| Каспийское море     | 371                                        | -28                        | 1025                    | Евразия (материк)         |
| Верхнее             | 82                                         | 183                        | 393                     | Северная Америка          |
| Виктория            | 68                                         | 1134                       | 80                      | Африка                    |
| Гурон               | 60                                         | 177                        | 208                     | Северная Америка          |
| Мичиган             | 58                                         | 177                        | 281                     | Северная Америка (США)    |
| Танганьика          | 34                                         | 773                        | 1470                    | Африка                    |
| Байкал              | 32                                         | 456                        | 1637                    | Азия (Россия)             |
| Ньяса               | 31                                         | 472                        | 706                     | Африка                    |
| Большое Медвежье    | 30                                         | 157                        | 137                     | Северная Америка (Канада) |
| Большое Невольничье | 29                                         | 156                        | 150                     | Северная Америка (Канада) |
| Эри                 | 26                                         | 174                        | 64                      | Северная Америка          |
| Чад                 | 26                                         | 281                        | 11                      | Африка                    |
| Виннипег            | 24                                         | 217                        | 28                      | Северная Америка (Канада) |
| Балхаш              | 22                                         | 342                        | 26                      | Азия (Казахстан)          |
| Онтарио             | 20                                         | 75                         | 236                     | Северная Америка          |
| Ладожское           | 18                                         | 5                          | 230                     | Европа (Россия)           |
| Маракайбо           | 16                                         | 0                          | 250                     | Южная Америка             |
| Бангвеулу           | 15                                         | 067                        | 5                       | Африка                    |
| Дунтинху            | 12                                         | 11                         | 8                       | Азия                      |
| Онежское            | 10                                         | 33                         | 127                     | Европа (Россия)           |
| Тонлесап            | 10                                         | 12                         | 14                      | Азия                      |
| Эйр                 | 9,5                                        | −15 (−9)                   | 4                       | Австралия                 |
| Рудольф             | 8,5                                        | 375                        | 73                      | Африка                    |
| Никарагуа           | 8,4                                        | 32                         | 70                      | Северная Америка          |
| Аральское море      | 8,3                                        | 3,5                        | 54,5                    | Азия                      |
| Титикака            | 8,3                                        | 3812                       | 304                     | Южная Америка             |
| Атабаска            | 7,9                                        | 213                        | 60                      | Северная Америка (Канада) |
| Оленье              | 6,3                                        | 350                        | 60                      | Северная Америка          |
| Иссык-Куль          | 6,2                                        | 1608                       | 668                     | Азия (Кыргызстан)         |
| Большое Солёное     | 6                                          | 1282                       | 15                      | Северная Америка          |
| Торренс             | 5,7                                        | 34                         | 8                       | Австралия                 |
| Альберт             | 5,6                                        | 619                        | 58                      | Африка                    |
| Венерн              | 5,5                                        | 44                         | 100                     | Европа (Швеция)           |